# 350.org
350.org és una organització ecologista internacional, fundada per Bill McKibben, amb l'objectiu de crear un moviment de base global per reduir les emissions de diòxid de carboni (CO₂) i prevenir el canvi climàtic. Agafa el nom de la investigació del científic de la NASA James E. Hansen, qui va proposar en un article l'any 2007 que 350 parts per milió (ppm) de CO₂ en l'atmosfera és un límit màxim segur per evitar un canvi climàtic imparable. El 1988 l'atmosfera de la Terra va sobrepassar les 350 ppm, mentre que les emissions per capita de CO₂ van augmentar i, a l'abril de 2016 el nivell era de 389 ppm de CO₂, un increment de gairebé el 40% respecte dels nivells anteriors a la Revolució Industrial, de 278 ppm.

## Origen

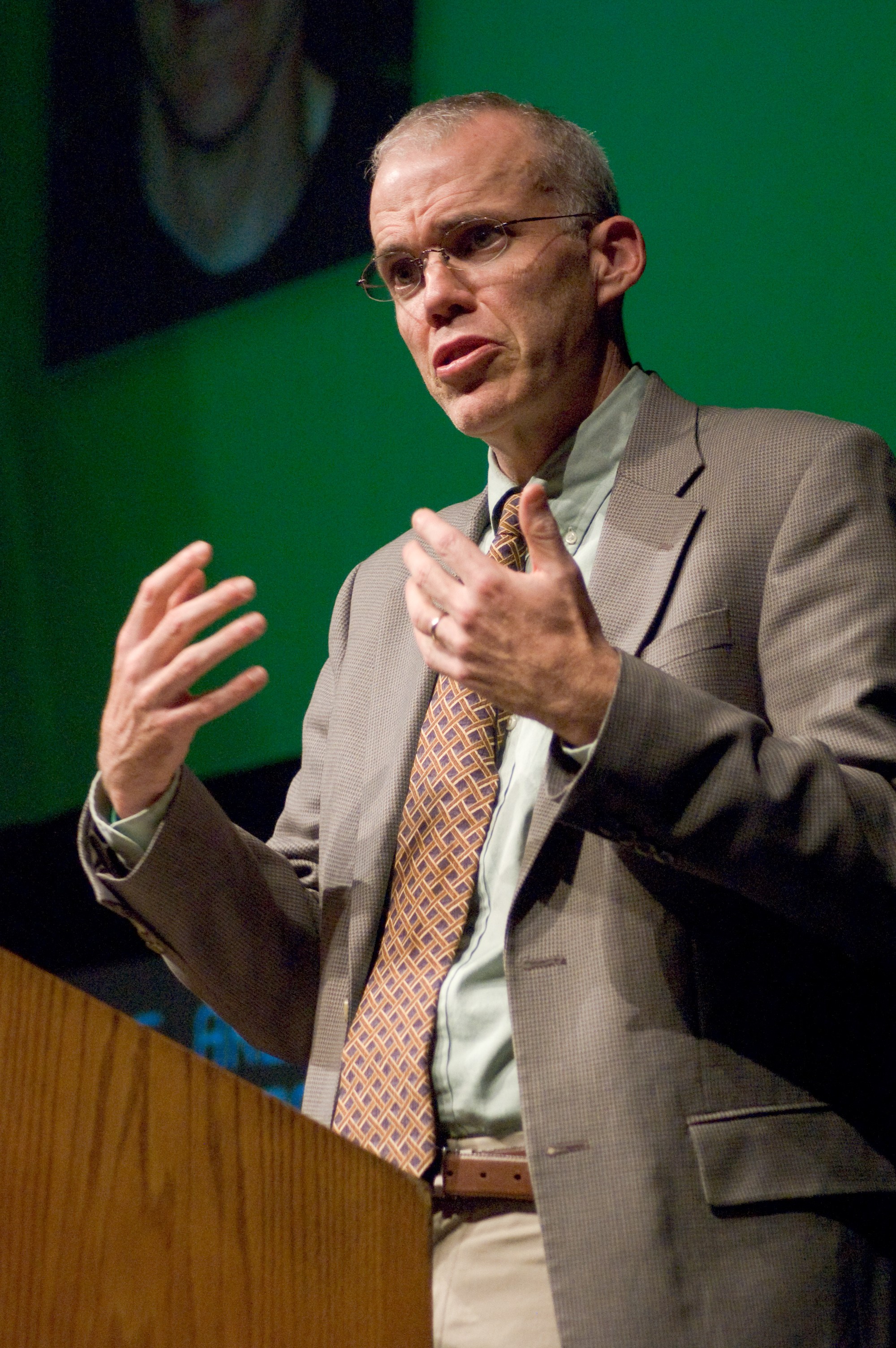
El fundador de 350.org, Bill McKibben, parlant al Rochester Institute of Technology, el 2008

L'organització va ser fundada per Bill McKibben, un ecologista i escriptor nord-americà que sovint escrivia sobre l'escalfament global, energies alternatives i la necessitat d'economies més localitzades (economia comunitària). McKibben impulsa l'organització, escrivint articles sobre ella en mitjans de comunicació, com a Los Angeles Times i The Guardian.
L'organització pren el nom de la tesi del científic climàtic James Hansen on afirma que qualsevol concentració de CO₂ per sobre de 350 parts per milió és insegura. James Hansen remaracà que «si la humanitat vol preservar un planeta similar a aquell en el qual la civilització es va desenvolupar i al que la vida a la Terra està adaptada, evidències paleoclimàtiques i el canvi climàtic en curs exigeixen que el CO₂ sigui reduït a 350 ppm com a molt, però probablement fins i tot menys que això».
McKibben va començar a lluitar contra el canvi climàtic en una marxa a Vermont, el seu estat natal. La campanya de 2007 Step It Up va involucrar 1.400 manifestacions a diversos indrets coneguts dels Estats Units. McKibben relaciona aquestes activitats amb el canvi de les polítiques energètiques d'Hillary Clinton i Barack Obama durant la campanya presidencial. Posteriorment, la davallada dels casquets polars el van animar a fundar 350.org, basat en el llibre de Hansen de 2007 Climate Code Red.
Rajendra K. Pachauri, el «principal científic climàtic» de l'ONU i líder del Grup Intergovernamental sobre el Canvi Climàtic (IPCC) es va mostrar a favor de reduir les concentracions en l'atmosfera de diòxid de carboni a 350 ppm. McKibben va considerar l'adopció de Pachauri de l'objectiu de 350 ppm com a «increïble».

## Objectius
El moviment 350 va prendre la idea del màxim de 350 ppm com a lema per a la campanya amb la qual van buscar un acord just en la cimera internacional del clima de Copenhaguen de 2009. El membre de 350 Alec Appelbaum va argumentar que «necessitem pactes globals per establir límits a les emissions, perquè les emissions canvien el clima provinguin o no de fonts regulades. Però també necessitem negocis enginyosos per fer possibles aquestes restriccions. Això és veritat perquè per molt que lluitem contra el clima, necessitem seguir vivint». L'objectiu global de 350.org és influenciar als governs perquè adoptin polítiques que redueixin les emissions de diòxid de carboni.
L'organització promou el seu missatge també a través de xarxes socials com Facebook, Twitter i YouTube.

## Activitats

### Dia Internacional de l'Acció Climàtica

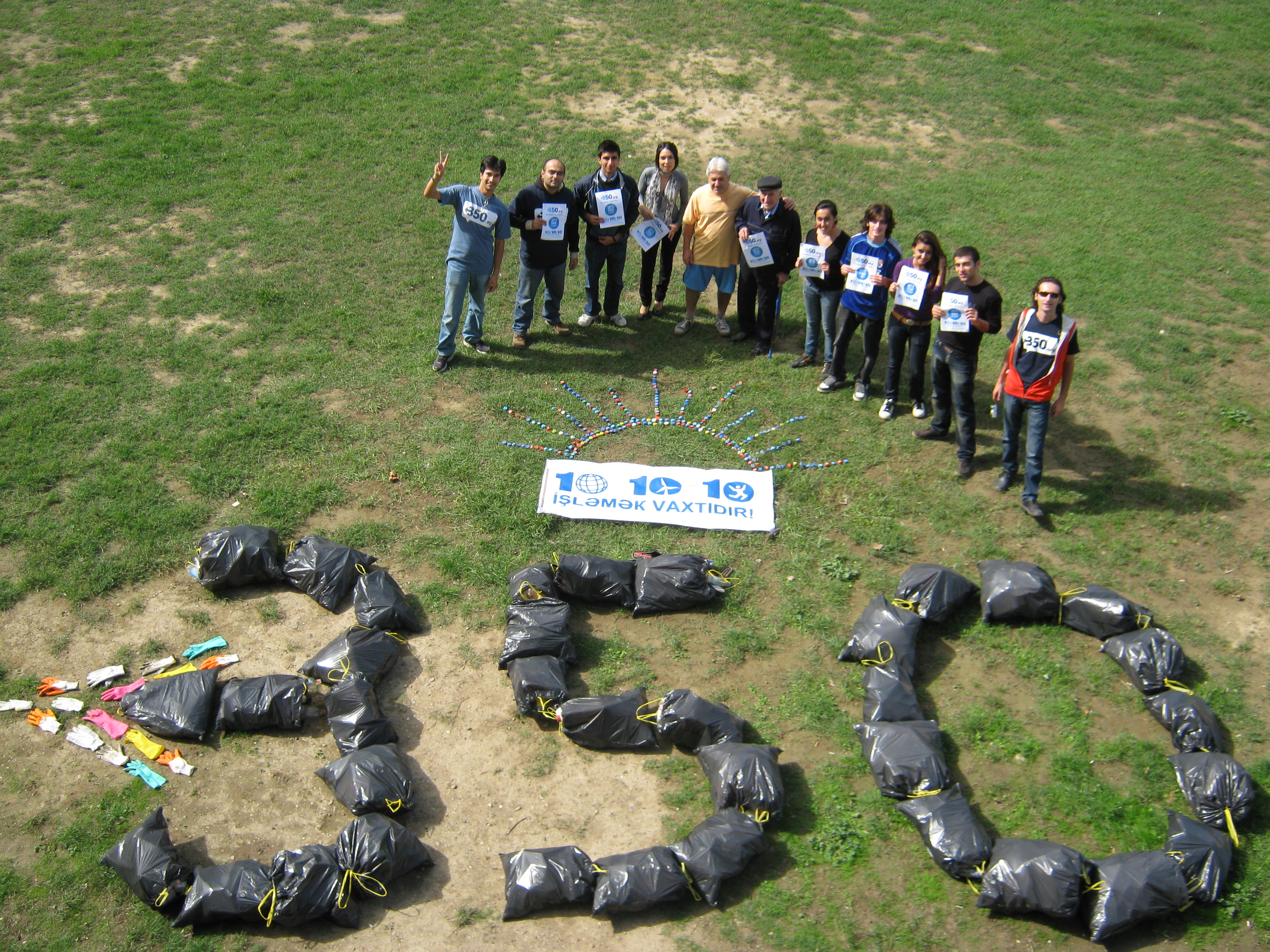
10.10.10.350.org a Bakú, Azerbaidjan

350.org va organitzar un «Dia Internacional de l'Acció Climàtica» el 24 d'octubre de 2009 per pressionar als delegats que anaven a la reunió de la Convenció Marc sobre el Canvi Climàtic (UNFCCC) el desembre, la XV Conferència Internacional sobre el Canvi Climàtic (COP15). Aquesta va ser la primera campanya global mai realitzada entorn d'una dada científica. Les accions organitzades per 350.org van incloure representacions gegants del número 350, marxes, manifestacions, xerrades, sopars lliures de carboni, adaptació d'habitatges per estalviar energia, plantat d'arbres, immersions submarines massives en la Gran Barrera de Corall, cuina mitjançant energia solar, reunions de gabinets sota l'aigua en les Maldives o repartiment de braçalets a atletes.

### Activitats generals
A part d'esdeveniments especials com el Dia Internacional de l'Acció Climàtica, organitza accions de manera contínua per promoure el seu missatge. Aquestes activitats inclouen plantar arbres per absorbir gasos (350 arbres cada cop), la promoció del terme «350», publicació d'anuncis en els principals diaris demanant que el diòxid de carboni de l'atmosfera sigui reduït a 350 ppm, realització d'enquestes sobre canvi climàtic, pressió als governs per establir objectius de reducció del carboni i l'adhesió a una campanya per establir el domini de primer nivell.eco o tld.
350.org té una aliança amb 300 organitzacions de tot el món i ha nomenat a «350 missatgers» que s'han compromès públicament amb l'organització o l'objectiu d'expandir el moviment de 350, incloent a l'arquebisbe Desmond Tutu, Bianca Jagger, David Suzuki, Colin Beavan o Naomi Klein.